# Riacho Boa Viagem
Riacho Boa Viagem är ett periodiskt vattendrag i Brasilien.   Det ligger i delstaten Ceará, i den östra delen av landet, 1 500 km nordost om huvudstaden Brasília.
Omgivningarna runt Riacho Boa Viagem är huvudsakligen savann. Runt Riacho Boa Viagem är det glesbefolkat, med 11 invånare per kvadratkilometer.